# Mori Ranmaru
Mori Ranmaru (森 成利?; 1565 – Kyoto, 21 giugno 1582), nato con il nome di Mori Nagasada (森 成利?), era il figlio di Mori Yoshinari, e aveva cinque fratelli in totale, della provincia di Mino. Era un membro del clan Mori, discendenti di Seiwa Genji.

## Biografia
Fin da piccolo, fu affidato al servizio di Oda Nobunaga. Riconosciuto per il suo talento e la sua fedeltà, Nobunaga gli affidò importanti cariche. Presso Ōmi, gli furono dati 500 koku e, dopo la morte di Takeda Katsuyori, venne insignito di 50.000 koku al castello di Iwamura. Ranmaru e i suoi fratelli minori perirono durante l'incidente di Honnō-ji, difendendo il loro signore Oda Nobunaga. Le ultime parole di Nobunaga furono: "Ran! Fa' in modo che non entrino!" Il suo giovane seguace era riuscito ad incendiare il tempio di Honnō-ji, cosicché nessuno delle truppe del traditore Akechi Mitsuhide potesse entrare e reclamare la testa di Nobunaga.
Il coraggio e la devozione di Ranmaru sono ricordati in tutta la storia, e soprattutto durante il periodo Edo, per il suo volere di commettere seppuku e seguire il suo maestro perfino nella morte. Il rapporto tra Nobunaga e Ranmaru era molto forte e, nella letteratura d'epoca, è spesso riferito che i due avessero una relazione sessuale, molto comune a quei tempi.

## Famiglia
- Padre: Mori Yoshinari (1523-1570);
- Fratelli: Mori Nagayoshi (1558-1584), Mori Tadamasa, Mori Bōmaru (1566-1582) e Mori Rikimaru (1567-1582).

## Nella cultura di massa
- Mori è presente, come molte altre figure del Giappone feudale, nella serie di videogiochi Samurai Warriors, dove viene raffigurato come un giovane dall'aspetto femmineo.
- Mori compare, interpretato da Kan'ichirō, nel film del 2023 Kubi, incentrato sull'incidente di Honnō-ji.
- Mori Ranmaru è un sub-boss e personaggio segreto selezionabile, del capolavoro ADK del 1996 "Ninja Master's Haoh Ninpō Chō" per la piattaforma arcade Neo Geo.
- Il nome giapponese del personaggio di Inazuma Eleven Go Kirino Ranmaru è ispirato dal samurai. Infatti il migliore amico di Kirino, Shindou Takuto, viene visto creare un legame chiamato Mixi-Max con Oda Nobunaga stesso all'interno della serie Inazuma Eleven Go Chrono Stone